# Paul-André Crépeau
Pour les articles homonymes, voir Crépeau.
Paul-André Crépeau, né à Gravelbourg, Saskatchewan le 20 mai 1926 et mort à Montréal le 6 juillet 2011 ,,, est un juriste canadien de renommée internationale, titulaire émérite de la chaire Arnold Wainwright de droit civil de l'Université McGill.
Il obtient une licence en philosophie de l’Université d’Ottawa (1947), une licence en droit de l’Université de Montréal (1950). Boursier Rhodes, Oxford (1950-1952), il obtient un Bachelor of Civil Law d’Oxford (1952), puis un doctorat en droit de l’Université de Paris (1955), dont il reçoit le Prix Robert Dennery (1956). Il entreprend ensuite une carrière dans l'enseignement du droit d'abord à l'Université de Montréal (1955-1959) puis à l’Université McGill (1959-1994).

## Révision du Code civil
En 1965, le gouvernement du Québec le nomme président de l'Office de révision du Code civil du Québec, un travail commencé en 1955 avec l'adoption, sous l'impulsion du Premier ministre Maurice Duplessis, de la Loi concernant la révision du Code civil (Statuts de la province de Québec, 1954-1955, chapitre 47). 
Ce mandat occupe une place considérable dans la carrière du professeur Crépeau. Il l'entreprend en se donnant pour objectif de faire une œuvre « de réflexion collective sur les fondements mêmes des institutions de droit privé ». Aboutissement de plusieurs consultations, avant-projets et rapports, un Projet de Code civil avec Commentaires explicatifs est présenté à l'Assemblée nationale en 1978. Cet ouvrage sert de feuille de route du projet gouvernemental et devient le nouveau Code civil du Québec, dont la version complète est adoptée en 1991 et entre en vigueur le 1er janvier 1994.

## Droit comparé et droit du commerce international
En 1975, Paul-André Crépeau fonde le Centre de recherche en droit privé et comparé du Québec (CRDPCQ) à l'Université McGill. En mars 2012, le CRDPCQ a été renommé Centre Paul-André Crépeau en droit privé et comparé pour commémorer son fondateur.
En 1990, le professeur Crépeau est élu président de l'Académie internationale de droit comparé lors du congrès de l'organisation tenu à Montréal, poste qu'il occupe jusqu'en 1998. À la suite de son décès en 2011, l'Académie lui rend un dernier hommage, sous la plume du professeur émérite français Xavier Blanc-Jouvan:
« Lors du premier discours qu’il avait prononcé à Montréal, le 24 août 1990, après avoir été porté à la présidence de notre Académie par un vote de ses pairs, Paul-André Crépeau avait évoqué les éminents juristes qui l’avaient précédé dans cette fonction: Roscoe Pound, Louis Milliot, le Baron Frédéricq, C.J. Hamson, Imre Szabo et John Hazard, en disant l’honneur et la joie qu’il ressentait à se retrouver « en si prestigieuse compagnie ». Deux décennies plus tard, c’est bien dans la lignée de ces «grands anciens» que les membres de l’Académie doivent hélas! inscrire son nom, au moment d’exprimer à la fois leur gratitude envers celui qui, pendant huit ans, a donné tant de lustre à l’institution dont il avait la charge et la peine qu’ils éprouvent à l’annonce brutale de sa disparition. (…)
En 2001, l’Association du Barreau canadien crée le prix Paul-André Crépeau, destiné à couronner des travaux de recherche relatifs au droit du commerce international. Les lauréats du prix sont des juristes québécois et canadiens de grand renom : feu professeur H. Patrick Glenn (2014), Me Pierre Bienvenu (2013), le professeur Gérald Goldstein (2012), feu Me Roderick MacDonald (2011), MeGuy Lefebvre (2010), Me L. Yves Fortier (2009), L'honorable Anne-Marie Trahan (2008), Me Louis Payette (2007), Me Armand de Mestral (2006), Me Jeffrey Talpis (2005), Me Gil Rémillard (2004), Me Michel Deschamps (2003), le professeur Ronald Charles Chester Cuming (2002).

## Ouvrages et publications
Le professeur Crépeau a publié un nombre considérable d'ouvrages et d'articles sur le droit civil, dont La responsabilité civile du médecin et de l’établissement hospitalier (1956), Des régimes contractuel et délictuel de responsabilité civile en droit civil canadien (1962), Le contenu obligationnel d’un contrat (1965), L’intensité de l’obligation juridique, (1989), L’affaire Daigle et la Cour suprême du Canada ou la méconnaissance de la tradition civiliste (1993), La fonction du droit des obligations (1998), La réforme du droit civil canadien: une certaine conception de la recodification, 1965-1977 (2003), Pour un droit commun de la lésion entre majeurs (2007), pour ne nommer que ceux-là. Il a prononcé de nombreuses conférences, au Canada et à l'étranger, dont La liberté de la personne: un des joyaux de notre civilisation : communication à l’occasion de la présentation au Théâtre du Nouveau Monde de la pièce de Brian Clark : Quelle Vie, 22 septembre 1980.

## Prix et distinctions
- Membre de la Société Royale du Canada (1980)
- Compagnon de l'Ordre du Canada (1992)[13]
  -  Officier de l'Ordre du Canada en 1981
- Officier de l'Ordre national du Québec (2000)[14]
- Chevalier de l'ordre national du Mérite (1984)
- Commandeur de l'ordre des Arts et des Lettres (France) (2004)
- Advocatus emeritus du Barreau du Québec (2007)
- Prix du Gouverneur Général du Canada Ramon John Hnatyshyn pour le droit (1993)[15]
- Prix Léon-Gérin des Prix du Québec (2002)
- Doctorats d’honneur (Université d’Ottawa, Osgoode Hall Law School, Université Robert Schuman (Strasbourg), Dalhousie University, Université Panthéon-Assas (Paris II), Université de Montréal, Université Laval)